# قیمومت
قیمومت [تلفظ: قَیْمومَت - اسم مصدر، در عربی: قیمومة] به معنی سرپرستی، قیّم بودن است. قـَیـِّم یعنی سرپرست و تکیه‌گاه. در حقوق بین‌الملل در دوران پس از جنگ جهانی اول این عبارت برای سرپرستی یک کشور توسط کشور دیگر به حکم جامعه ملل گفته می‌شد.
کلمات قیمومیت و قیومیت [قَ یّ یَ، در عربی: قیّومیة] که هر دو مصدر مجعول هستند نیز در همین معنا استفاده شده‌اند. قیّومیت مصدر ساختگی (مجعول) به شکل عربی است که در متون فارسی مصطلح شده‌است و از ریشهٔ «قیّوم» است و نه «قیّم». در اصطلاح سیاسی، قیّومیت در معنی همین قیمومت به کار رفته‌است. قیمومیت هم گفته‌اند که رایج نیست و به همین ترتیب از لحاظ زبان‌شناسی محل اشکال است.
در اصطلاح سیاسی ظاهراً برای اشاره به وضعیت یک کشور استعمارگر به کار رفته‌است و کشور مستعمره یا اشغال شده را تحت قیمومت یا تحت قیومیت گفته‌اند.

## معنی قیمومت
«هنوز بعضی کشورهای ضعیف تحت قیمومت دولت‌های بزرگند. (فرهنگ فارسی معین)

## غلط رایج
قیمومت مانند شیخوخت در هیچ‌یک از منابعی که در دسترس ماست دیده نمی‌شود … از سوی دیگر قیمومیت هم که مستعمل است، صحیح نیست.»
«در اصطلاح حقوقی، به معنی اخص ولایت قهری و آن ولایت پدر و جد پدری و وصی منصوب از طرف یکی از آن‌هاست بر طفل و بر غیر رشید و مجنون به شرطی که عدم رشد یا جنون او متصل به صغر باشد. محجوری که به صفات بالا نباشد، ولایت را نسبت به او قیمومت نامند.»
راجع به قیمومت در هفت باب گفتگو می‌شود:
1. محجورینی که برای آن‌ها نصب قیّم می‌شود.
2. دادگاه صالح و نصب قیم
3. تکالیف و اختیارات قیم
4. نظارت دادستان در اعمال قیم
5. مسئولیت
6. عزل قیم
7. پایان قیمومت

برای شرح این هفت رجوع به حقوق مدنی، تألیف امامی، جلد ۵، صص ۲۸۳–۲۸۴ به بعد و قیمومیت شود.

## واژه‌ها در ویکی‌واژه
- قیم
- قیوم
- قیمومت
- قیومیت
- قیمومیت